# Zaurornitolest
Zaurornitolest (Saurornitholestes) – rodzaj ptakopodobnych dinozaurów z rodziny dromeozaurów.

## Opis
Żył w epoce późnej kredy na terenach Ameryki Północnej. Długość ciała do 180 cm. Obejmuje jeden gatunek, Saurornitholestes langstoni opisany w 1978 roku. W 2006 roku opisano drugi gatunek, Saurornitholestes robustus; jak jednak wynika z badań Evansa i współpracowników (2014) holotyp tego gatunku należał do dinozaura z rodziny Troodontidae, i co za tym idzie gatunek ten nie był blisko spokrewniony z należącym do Dromaeosauridae S. langstoni. Zaurornitolest był małym dwunożnym mięsożernym dinozaurem, wyposażonym w sierp-pazur na stopie. Jego szczątki znaleziono w Kanadzie (prowincja Alberta).

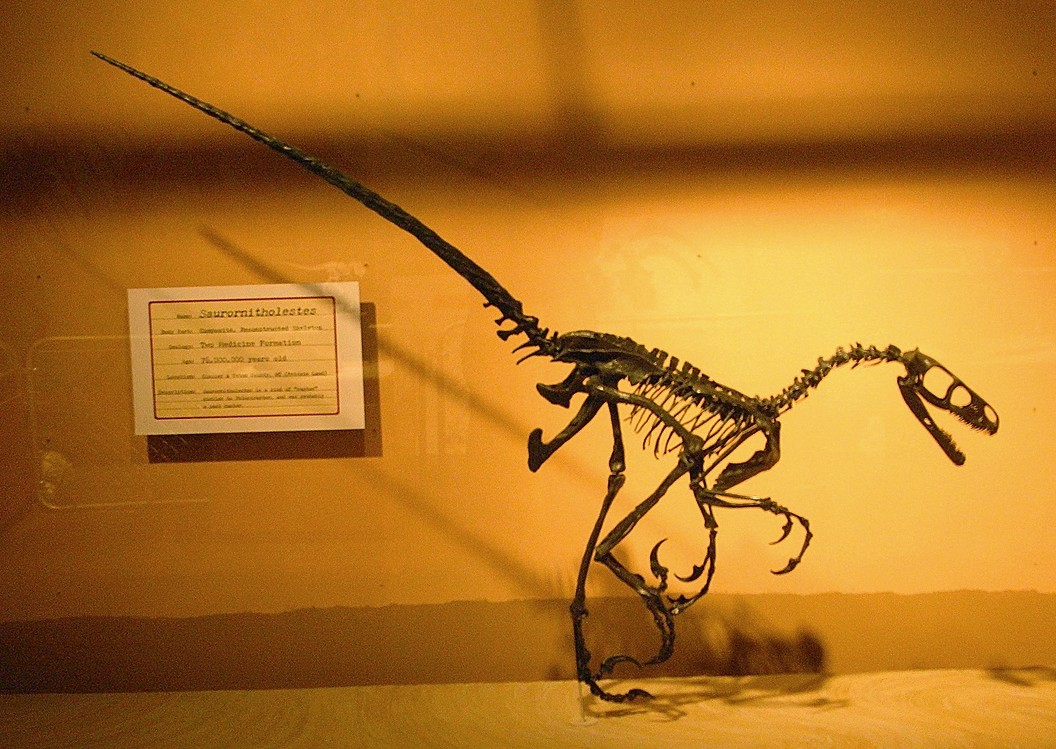
szkielet zaurornitolesta (Museum of the Rockies, Montana)